# Белоусова, Дарья Игоревна
Да́рья И́горевна Белоу́сова (род. 10 декабря 2003) — российская гимнастка. Кандидат в мастера спорта России по спортивной гимнастике. По состоянию на 2019 год входит в резерв основного состава сборной команды России по этому виду спорта.

## Биография
На проходившем в Челябинске юниорском первенстве России 2018 года завоевала серебро в команде и заняла 5-е место на брусьях.
На чемпионате России-2019 в Пензе заняла 4-е место в команде, 4-е место в личном многоборье, 5-е место на бревне и 7-е место в вольных упражнениях.
В марте в составе сборной России (Александра Щеколдина, Ангелина Мельникова, Дарья Белоусова, Ангелина Симакова и Ксения Клименко) завоевала командное серебро на Командном кубке вызова (англ. Team Challenge Cup) в Штутгарте.